# 京都橘中学校・高等学校
京都橘中学校・高等学校（きょうとたちばなちゅうがっこう・こうとうがっこう）は、京都府京都市伏見区にある私立中高一貫校である。
2010年4月に京都橘中学校（Vコース）を開校・併設して改名した。

## 沿革
- 1902年（明治35年）5月2日 - 京都手藝女学校として上京区上長者町下ル2丁目に創立。小学校教員講習部、師範学校予備女子部を設置
- 1903年（明治36年）11月 - 上京区中立売通り西洞院東入3丁目454（新町中立売）に移転
- 1904年（明治37年）10月 - 「女子大学設立予備」の目的をもって高等文学部を開設
- 1908年（明治41年）4月 - 財団法人として文部大臣より認可
- 1909年（明治42年）11月 - 京都女子商業学校を併設
- 1910年（明治43年）3月 - 京都高等手藝女学校に改称
- 1914年（大正3年）3月 - 文部省令第32号教員検定に関する規定第6条第2号の認定を申請、許可
- 1931年（昭和6年）3月30日 - 実業学校令による職業学校として許可
- 1943年（昭和18年）3月31日 - 中学校令による中等学校となり、併せて2年制別科を設置
- 1944年（昭和19年）7月 - 京都女子商業学校が烏丸商業学校と合流転出
- 1945年（昭和20年）7月1日 - 専攻科に国民学校初等科訓導無試験認定許可
- 1946年（昭和21年）1月19日 - 教育後援会設立
- 1947年（昭和22年）4月1日 - 新制中学校として認可。校名は中立売中学校
- 1948年（昭和23年）4月1日 - 新制高等学校として認可。校名は京都手芸高等学校（商業科）。中学校名を京都手芸女子中学校に改称
- 1951年（昭和26年）3月6日 - 私立学校法制定により財団法人を学校法人たちばな女子学園に組織変更
- 1952年（昭和27年）6月4日 - 教育後援会を解散して父母の会を設立
- 1953年（昭和28年）7月30日 - 産振法により、文部省より家庭科研究指定校に指定
- 1954年（昭和29年）
  - 9月1日 - 橘和洋裁学院設立
  - 5月7日 - 研究指定校として研究発表
- 1957年（昭和32年）5月1日 - 校名を京都橘女子高等学校、京都橘女子中学校と改称
- 1958年（昭和33年）4月1日 - 京都橘女子高等学校に普通科設置
- 1974年（昭和49年）4月1日 - 京都橘女子中学校、生徒募集停止
- 1976年（昭和51年）5月15日 - 京都橘和洋裁専門学校許可
- 1983年（昭和58年）4月1日 - 商業科、被服科を廃止。普通科のみとなる
- 1985年（昭和60年）4月1日 - 京都橘女子高等学校、京都橘和洋裁専門学校を伏見区桃山町伊賀50に校舎を移転
- 1986年（昭和61年）4月1日 - 京都橘和洋裁専門学校休校
- 1987年（昭和62年）3月31日 - 京都橘女子中学校廃止
- 1991年（平成3年）4月 - 文系大学進学コースを設置
- 1993年（平成5年）10月20日 - 京都橘和洋裁専門学校廃止
- 1995年（平成7年）4月 - コースを総合進学（A）コース、特別進学（B）コースに改編
- 1996年（平成8年）4月 - 国際教育（C）コース設置
- 1999年（平成11年）5月21日 - 高等学校名を京都橘高等学校に校名変更認可
- 2000年（平成12年）4月1日 - 高等学校名を京都橘高等学校に改称。特別進学（B）コースを男女共学化
- 2001年（平成13年）4月 - 学校5日制に移行
- 2003年（平成15年）4月 - 全コース男女共学化。国際教育（C）コース全員に「1年留学プログラム」を実施。
- 2004年（平成16年）4月 - 第二体育館完成
- 2005年（平成17年）4月1日 - 学校法人京都橘女子学園を学校法人京都橘学園に改称
- 2009年（平成21年）
  - 4月 - 学校6日制を復活。コースを総合進学（A）、英数特進（B）、国公立特進（S）の3コースに再編
  - 10月20日 - 京都橘中学校設置認可
- 2010年（平成22年）4月 - 京都橘中学校開校（京都橘女子中学校の事実上の復活。ただし当時と異なり男女共学化）。国公立大学進学中高一貫（V）コースを設置。第二グランド完成
- 2016年（平成28年）4月 - 英数特進（B）コースを特別進学（E）コースに改編
- 2017年（平成29年）4月 - 高校制服を改定
- 2022年（令和4年）- KYOTO TACHIBANA スタジアム竣工　学園創立120周年

## 設置学科
高等学校
- 普通科中高一貫Vコース
- 普通科選抜類型
- 普通科総合類型

中学校
- 中高一貫Vコース

## 特色
- 海外研修がある。
- 最難関と言われる医学部医学科にも合格者を出すなど学業にも力を入れている。

## 主な部活動
中学校・高等学校とも部活動は様々あるが、本項では、日本全国において特筆される実績を残している高等学校での、以下の3つの部活動については詳細に記述し、その他の部活動は簡潔に記述する。

### 高等学校

#### 女子バレーボール部
- 2003年 - 第34回春の高校バレー3位
- 2004年 - 第57回全国高等学校総合体育大会バレーボール競技大会（インターハイ）3位
- 2005年 - 第58回全国高等学校総合体育大会バレーボール競技大会（インターハイ）3位
- 2006年 - 第37回春の高校バレー準優勝
- 2007年 - 第62回国民体育大会バレーボール競技優勝
- 2013年 - 第65回春の高校バレー14年連続16回目の出場・ベスト8
- 2015年 - 全国高等学校総合体育大会バレーボール競技大会（インターハイ）3位
- 2019年 - 全国高等学校総合体育大会バレーボール競技大会（インターハイ）3位
- 2024年 - 第76回春の高校バレー3年連続26回目の出場

※2010年まで「全国高等学校バレーボール選抜優勝大会」（春の高校バレー）。2011年1月の大会から「全日本バレーボール高等学校選手権大会」
過去に国体(2003年、2007年)で2回優勝している。

インターハイと新旧春高(現選手権と旧選抜)では無冠だが、インターハイで3位が4回、春の高校バレーで2003年に3位、2006年に準優勝した。

#### サッカー部
女子校時代の1989年、当時の3年生が中心になり、サッカー部創設に向け署名活動が行われた。その後練習が始まる。2001年に同好会として発足し、部を創設。米沢一成（よねざわ かずなり。京都府立東稜高等学校卒業）監督が指揮をしていた。
2000年より男女共学化を開始したため、男子部も創設された。その後、京都サンガF.C.ジュニアユース出身選手を受け入れ、2007年にはインターハイ初出場を、2008年には全国高校サッカー京都大会優勝を決めた。
2013年、2度目の第91回全国高等学校サッカー選手権大会で準優勝。仙頭啓矢と小屋松知哉が共に5得点で得点王を獲得した。大会後の1月21日には、京都府庁を表敬訪問し、府スポーツ特別奨励賞を授与された。

#### 吹奏楽部
吹奏楽部は日本での活動のみならず、米・ローズパレードへの出場や、台日友情50周年の招待を受けるなど国際親善にも関り、動画サイトを通して世界中にファンを広げている。

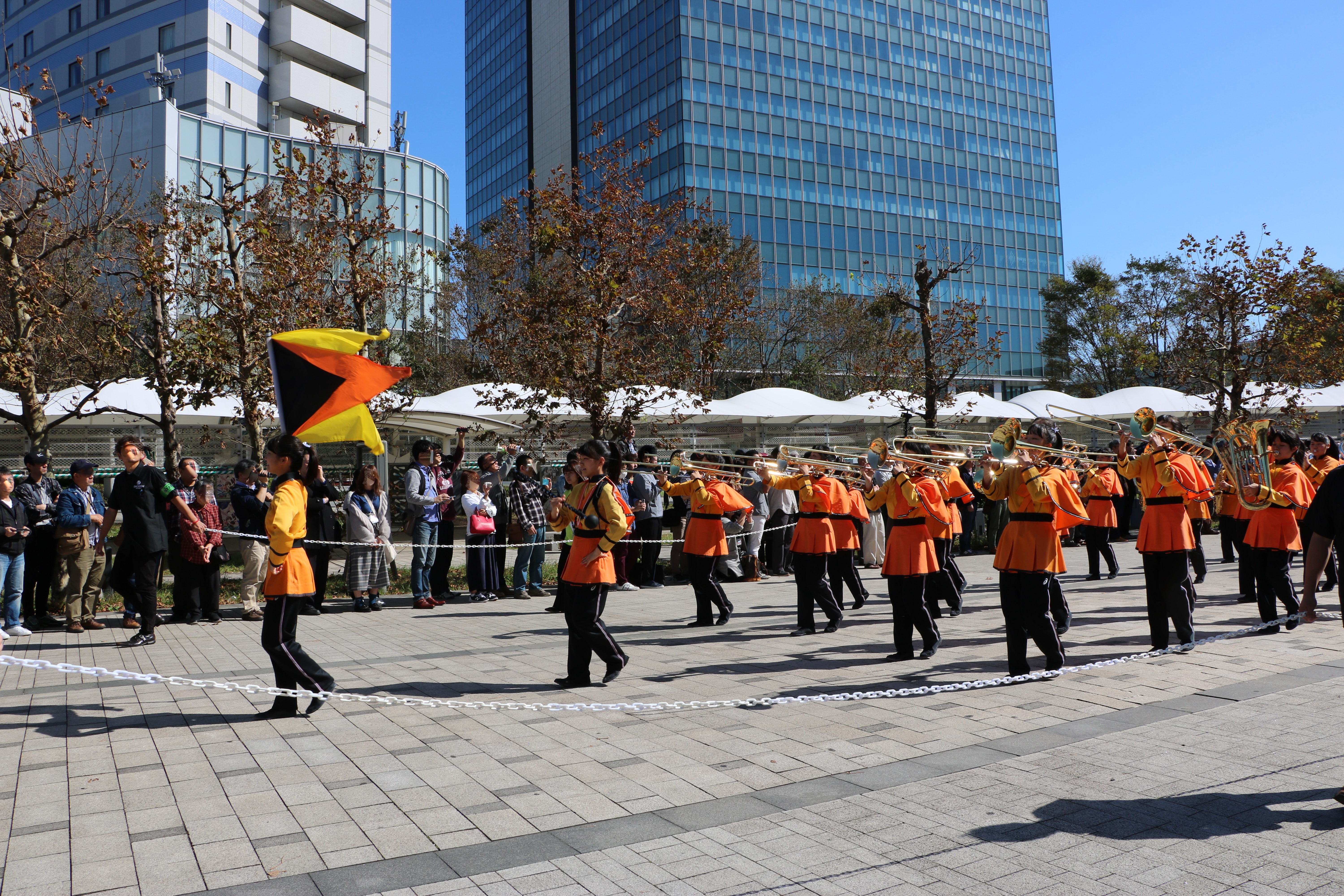
京都橘高等学校吹奏楽部マーチングパレード。東京ビッグサイトにて。
2018年10月21日撮影。画像一部加工済み。

1961年、平松久司が創部。平松は1995年まで顧問を務め、同年から2018年3月までは田中宏幸が顧問を務めた。2020年現在は兼城裕が顧問を務め、生前の平松も特別顧問として同部に関わった。
女子校時代より各コンクールの近畿大会の常連であったが、2000年の男女共学化を機に、男子生徒も受け入れを開始した。男子生徒を受け入れ後は、シング・シング・シングの演奏で有名になるなど、多数の全国大会にも進出するなどしている。全日本マーチングコンテストの常連校であり、またNHK Eテレの『スクールライブショー』"吹奏楽バトル"での優勝実績がある。
1970年1月からほぼ変わっていないマーチングの衣装は青色またはオレンジ色の統一ユニフォーム（女子部員はスカートタイプ）が特徴で、高い演奏力とダンス技術を併せ持ち「オレンジの悪魔」という愛称で知られている。
1890年に始まり、毎年100万人以上の集客規模がある、毎年1月年始に開催のアメリカ合衆国・パサデナ市のローズ・パレードに出場するなど、世界にも進出しており、2018年1月1日に開催された同大会にも2回目の出場を果たした。2024年時点、単独団体での2回出場は日本国内では本校のみである（天理高等学校吹奏楽部も1965年と1989年に2回出場しているが、1989年は天理教校附属高等学校マーチングバンドと合同での出場）が、2025年1月の開催に、日本の学校では史上初となる3回目の出場が決定している。
2018年には、第100回全国高等学校野球選手権記念大会に向け作成された福山雅治による楽曲『甲子園』のミュージック・ビデオ撮影に選ばれた5校のうちの1校として参加した。総勢300人を超える吹奏楽部員のパフォーマンスは、橘高校の振り付けを中心に構成された。ちなみにダンスの振り付けは生徒が考えており、顧問は全く関わっていない。
2021年のアニメーション映画『竜とそばかすの姫』に登場する吹奏楽部のモデルであり、劇中の「Slingshot」演奏シーンは、実際に本楽部の演奏が使用されている。
2022年10月、中華民国（台湾）「双十節」（中華民国の建国記念日）の大舞台に、台日友情50周年として特別招待され、儀仗パフォーマンスを披露。蔡英文総統のサプライズ訪問を受け、共演する北一女中（女子高校）や曉明女中（女子高校）、そして支援を受けた松山工農（高校）との交流が行われた。海外から大規模な楽団が招待されるのは初めてで、「橘色惡魔」（オレンジの悪魔）は高校生らしからぬ技量と可愛さが人気を集め、社会現象を巻き起こした。一挙手一投足を伝える現地メディアは連日特集を組み、生徒の帰国に合わせた記念切手も贈呈された。
2023年8月の『ニューズウィーク日本版』（15日・22日合弁号）で、「世界が尊敬する日本人100」の中に、京都橘高校吹奏楽部が選ばれる。
同年12月に台湾を再訪し、双十節で交流した北一女中の120周年創立記念イベントに参加した。高雄ではパフォーマンスを披露し、台北の西門町でパレードを実施。同市の国家音楽ホールで公演が行われた。
また、有志団体として吹奏楽部OG・OBが「橘ファミリーバンド」（前・平松ファミリーバンド）を結成したり、2021年には同校吹奏楽部出身でドラムボーカリストの三田結菜が、これとは別のOG・OB団体である「O-VILS.」（オービルズ）を立ち上げ、コンサートを開催している。

#### その他
女子高校時代より太鼓部など、特徴ある部活動が存在している。また陸上競技部などが全国大会に出場し、2023年のインターハイでは、女子400mリレーと1600mリレーで優勝を果たした。

## 主な出身者

### バレーボール
- 井上琴絵
- 馬場ゆりか
- 中屋夏澄
- 柴田真果
- 安田睦実
- 深萱知代
- 福留慧美
- 坂本侑
- 和田由紀子
- 中道瞳
- 小酒翔子
- 西山由樹(姉)
- 西山慶樹(妹)
- 渡邉美穂
- 日隈佑
- 泉岡未来
- 近江あかり
- 松崎美歌
- 小島絢野
- 清水眞衣
- 中川千世
- 小田桃香
- 山本美沙

### サッカー
- 森崎広樹
- 酒井幸平
- 河合秀人
- 仙頭啓矢
- 小屋松知哉
- 永井建成
- 中野克哉
- 岩崎悠人
- 西野太陽
- 矢田貝壮貴
- 木原励
- 山田剛綺

### 吹奏楽
- 三田結菜（ドラムボーカリスト）

### その他
- 伊藤舞 (陸上選手)
- 三戸なつめ（モデル）
- 辻井稜眞  (PROJECT 7)

## 交通
- 桃山南口駅 徒歩5分
- 桃山駅 徒歩10分
- 桃山御陵前駅 徒歩15分
- 京阪バス6号経路伊賀バス停 徒歩10分
- 京阪バス直通9号経路京都橘高校バス停 徒歩2分